# 達芙妮·卡魯阿娜·加里齊亞
達芙妮·卡魯阿娜·加里齊亞（1964年8月26日—2017年10月16日）是马耳他的記者和博客作者，以調查和揭發貪腐而聞名。在她遇害前，她的博客是馬爾他點擊率最高的網頁之一。
2016年「巴拿馬文件」向全世界公佈後，加里齊亞從那些文件中找尋與馬耳他高層官員相關的資料。2017年，加里齊亞指控馬耳他總理约瑟夫·穆斯卡特和其妻利用秘密的離岸銀行戶口收取來自阿塞拜疆的資金，穆斯卡特否認指控，但醜聞最終逼使穆斯卡特提早舉行大選。
2017年10月16日，加里齊亞在马耳他北部的Bidnija村駕驶租赁的标致108外出時其座駕發生炸彈爆炸，當場身亡。
加里齊亞有3個孩子，Matthew Mark John、Andrew Michael Louis和Paul Anthony Edward。

## 後續
2017年12月，3名疑犯被捕。2021年2月23日，3人之中的Vincent Muscat在法庭承認參與殺害加里齊亞，被判入獄15年。同日有另外3名疑犯被捕。
2019年11月，馬耳他當局起訴商人約根·費內奇串謀參與謀殺加里齊亞及其它控罪，他否認控罪。

## 外部連結
- Caruana Galizia's Running Commentary blog （页面存档备份，存于）
- Invicta: The Life and Work of Daphne Caruana Galizia[永久]